# Danielle Harold
Danielle Amy Louise Harold est une actrice anglaise de télévision, née le 30 mai 1992 à Lewisham dans le Grand Londres. Elle est principalement connue pour le rôle de Lola Pearce (en) qu'elle joue de 2011 à 2015 dans le soap opera EastEnders diffusé par la BBC.

## Carrière
Avant de commencer sa carrière d'actrice, Harold passe dans la série documentaire Jamie's Dream School (en), où elle est vue comme l'une des étudiantes les plus intelligentes de l'émission.
En juin 2011, l'équipe de production de EastEnders annonce que Harold jouera le rôle de Lola Pearce (en), la petite-fille des personnages de longue date Billy Mitchell (en) et Julie Perkins (en). Elle fait sa première apparition le 12 juillet 2011,. La première intrigue du personnage est sa grossesse à l'âge de 15 ans. En juillet 2012, Pearce accouche lors d'une diffusion spéciale en direct, alors que son grand-père porte la flamme olympique à travers Walford (en). Pearce est le premier personnage de EastEnders à donner naissance en direct, et le deuxième d'un soap opera britannique, après Fiz Brown (en) de Coronation Street jouée par Jennie McAlpine (en).
En juin 2015, la production annonce que Harold quittera la série plus tard dans l'année.

## Filmographie

### Au cinéma
| Année | Titre                         | Rôle            | Réalisateur     |
| ----- | ----------------------------- | --------------- | --------------- |
| 2017  | Fanged Up                     | Katie Makepeace | Christian James |
| 2017  | The Money Tree                | TBC             |                 |
| 2018  | Two Graves                    | Leanne          | Gary Young      |
| 2018  | The Tombs: Rise Of The Damned | présentatrice   | Dan Brownlie    |
| 2018  | Monster                       | Sarah           | Matt Shaw       |
| 2018  | Dead Ringer                   | Melissa Prince  | Richard Colton  |
| 2019  | Pleasureland                  | Dina            | Damian Power    |
| 2019  | Gods Plan                     |                 | Matt Shaw       |
| 2019  | Innocent Candy                | D’Marco         | Jane Sanger     |
| 2019  | New Girl                      | Dani            | Matt Shaw       |

### À la télévision
| Année   | Titre                     | Rôle            | Notes                               |
| ------- | ------------------------- | --------------- | ----------------------------------- |
| 2011    | Jamie's Dream School      | elle-même       | 7 épisodes                          |
| 2011−15 | EastEnders                | Lola Pearce     | 331 épisodes                        |
| 2012    | Billy's Olympic Nightmare | Lola Pearce     | 1 épisode                           |
| 2017    | Casualty                  | Georgie Manning | saison 31, épisode 36 : « Roadman » |

En tant qu'invitée
- This Morning (21 avril 2011, 16 mai 2013)
- Daybreak (4 août 2011)
- Pointless Celebrities Children In Need Special (16 novembre 2012)
- National Lottery Awards (8 décembre 2012) (remet un prix avec Rita Simons)
- British Soap Awards The Party (19 mai 2013)
- Big Brother's Bit on the Side (20 juin 2016, 25 juillet 2016)
- Celebrity Big Brother's Bit on the Side (8 août 2016, 20 janvier 2017)

## Récompenses
| Année | Prix                    | Catégorie | Œuvre nommée                | Résultat      |
| ----- | ----------------------- | --- | --------------------------- | ------------- |
| 2012  | TVTimes                 | Meilleure révélation                                                                                         | Lola Pearce dans EastEnders | Lauréat       |
| 2013  | All About Soap          | Best Baby Drama (Lola se bat pour Lexi)                                                                      | Lola Pearce dans EastEnders | Lauréat       |
| 2013  | British Soap Awards     | Meilleure scène spectaculaire (la torche olympique arrive à Walford) (Lola accouche dans un épisode en live) | Lola Pearce dans EastEnders | Présélectioné |
| 2013  | Inside Soap Awards      | Meilleure actrice                                                                                            | Lola Pearce dans EastEnders | Présélectioné |
| 2013  | Inside Soap Awards      | Meilleure intrigue (Lola se bat avec Phil pour la garde de leur enfant)                                      | Lola Pearce dans EastEnders | Présélectioné |
| 2014  | The British Soap Awards | Femme la plus sexy                                                                                           | Lola Pearce dans EastEnders | Présélectioné |